# Stazione di Sonobe
La stazione di Sonobe (園部駅?, Sonobe-eki) è la principale stazione ferroviaria della città di Nantan, nella prefettura di Kyoto in Giappone. Si trova sulla linea principale San'in ed è utilizzata dai treni del servizio linea Sagano, del quale è generalmente capolinea.

## Linee e servizi
JR West
■ Linea Sagano (servizio ferroviario)
■ Linea principale San'in

## Caratteristiche
La stazione ferroviaria è capolinea per la linea Sagano, servizio metropolitano che la collega con Kyoto, ed è costituita da due marciapiedi a isola con quattro binari passanti in superficie.
| 1-2 | ■ Linea Sagano            | per Kameoka, Nijō e Kyoto        |
| 3-4 | ■ Linea principale San'in | per Ayabe, Fukuchiyama e Maizuru |

## Stazioni adiacenti
| «                       | Servizio                | »                       |
| Linea Sagano            | Linea Sagano            | Linea Sagano            |
| Linea principale San'in | Linea principale San'in | Linea principale San'in |
| ----------------------- | ----------------------- | ----------------------- |
| Yoshitomi               | Locale Rapido           | Funaoka                 |